# 1983 في البرتغال
فيما يلي قوائم الأحداث التي وقعت خلال عام 1983 في البرتغال.

## سياسة

### تعيين في المنصب
- 9 يونيو – جايمي غاما وزير الخارجية  [لغات أخرى]‏.
- 9 يونيو – كارلوس موتا بينتو وزير الدفاع الوطني ‏.
- 9 يونيو – ماريو سواريز رئيس وزراء البرتغال.

### انتهاء فترة المنصب
- 9 يونيو – مارسيلو ريبيلو دي سوزا Minister of Parliamentary Affairs ‏.
- 9 يونيو – ديوغو دي فريتاس دو أمارال وزير الدفاع الوطني ‏.
- 9 يونيو – مارسيلو ريبيلو دي سوزا Minister of Parliamentary Affairs ‏.

## مواليد

### يناير
- 1 يناير – آنا إدواردا سانتوس كاتبة برتغالية.
- 4 يناير – باولو بينا لاعب كرة قدم برتغالي.
- 13 يناير – زي كاسترو لاعب كرة قدم برتغالي.
- 15 يناير – سيرجيو فييرا
- 15 يناير – هوغو فيانا لاعب كرة قدم برتغالي.
- 16 يناير – بيدرو موريرا لاعب كرة قدم برتغالي.
- 17 يناير – هوغو سانتوس لاعب كرة قدم برتغالي.
- 22 يناير – لويس مونتيرو سبّاح برتغالي.
- 25 يناير – بيدرو مانويل مينديز ريبيرو لاعب كرة قدم برتغالي.
- 27 يناير – بيدرو فراغا مُجدّف برتغالي.
- 30 يناير – ادريانو موريرا لاعب كرة قدم برتغالي.

### فبراير
- 4 فبراير – ميجيل غارسيا لاعب كرة قدم برتغالي.
- 6 فبراير – كارلوس ماركيز لاعب كرة قدم برتغالي.
- 12 فبراير – دوارتي ماتشادو لاعب كرة قدم برتغالي.
- 15 فبراير – هوغو فاريا لاعب كرة قدم برتغالي.
- 17 فبراير – برونو أمارو لاعب كرة قدم برتغالي.
- 21 فبراير – ماريو كارلوس لاعب كرة قدم برتغالي.

### مارس
- 2 مارس – هوغو سواريس سياسي برتغالي.
- 13 مارس – خافيير لاعب كرة قدم برتغالي.
- 17 مارس – راؤول ميريلس لاعب كرة قدم برتغالي.
- 18 مايو – مارسيو فرناندس منافِس أوليمبي برتغالي.
- 30 مارس – سابرينا مغنية برتغالية.

### أبريل
- 7 أبريل – مانويل كاردوسو درّاج طريق برتغالي.
- 8 أبريل – برونو فالي لاعب كرة قدم برتغالي.
- 12 أبريل – دافيدي دياز لاعب كرة قدم برتغالي.
- 26 أبريل – ديوغو سيلفا لاعب كرة قدم برتغالي.

### مايو
- 4 مايو – نيوزا سيلفا لاعبة كرة مضرب برتغالية.
- 13 مايو – جواو دانيال مينديز ريال لاعب كرة قدم برتغالي.
- 18 مايو – مارسيو فرناندس منافِس أوليمبي برتغالي.
- 24 مايو – كوستوديو كاسترو لاعب كرة قدم برتغالي.
- 27 مايو – بيدرو ألفيس لاعب كرة قدم برتغالي.

### يونيو
- 9 يونيو – جيمي كيليستينو لاعب كرة قدم برتغالي.
- 17 يونيو – برونو مانويل أرواخو براغا لاعب كرة قدم برتغالي.
- 29 يونيو – بيدرو كابرال لاعب رغبي برتغالي.

### يوليو
- 2 يوليو – جواو ميغيل أفونسو فيرنانديز لاعب كرة قدم برتغالي.
- 9 يوليو – بيدرو سانتوس لاعب كرة قدم برتغالي.

### أغسطس
- 9 أغسطس – روي فاليرا لاعب كرة قدم برتغالي.
- 18 أغسطس – ميجيل أوليفيرا لاعب كرة قدم برتغالي.

### سبتمبر
- 8 سبتمبر – ديفيد فيرنانديز مُجدّف كانوي برتغالي.
- 10 سبتمبر – ميغيل بابتيستا لاعب كرة قدم برتغالي.
- 14 سبتمبر – ريوس لاعب كرة قدم برتغالي.
- 26 سبتمبر – ريكاردو كواريسما لاعب كرة قدم برتغالي.

### أكتوبر
- 1 أكتوبر – إليسيو لاعب كرة قدم برتغالي.
- 11 أكتوبر – سيرجيو سوزا دراج برتغالي.
- 14 أكتوبر – باولو كليمينت لاعب كرة قدم برتغالي.
- 23 أكتوبر – بيدرو موريرا لاعب كرة قدم برتغالي.
- 29 أكتوبر – ريكاردو دا سيلفا لاعب كرة قدم برتغالي.
- 31 أكتوبر – خورخي غونسالفيس لاعب كرة قدم برتغالي.

### نوفمبر
- 5 نوفمبر – ميغيل مينهافا لاعب كرة سلة برتغالي.
- 6 نوفمبر – جيزيلا جواو مغنية برتغالية.
- 6 نوفمبر – ميجيل بيدرو لاعب كرة قدم برتغالي.
- 15 نوفمبر – روي ميغيل رودريغوس لاعب كرة قدم برتغالي.
- 20 نوفمبر – لويس أوغوستو أوسريو رامون لاعب كرة قدم برازيلي.

### ديسمبر
- 22 ديسمبر – جوزيه فونتي لاعب كرة قدم برتغالي.

## وفيات

### مايو
- 3 مايو – أرماندو خوسيه فيرنانديز (مواليد 1906) موسيقي برتغالي.

### سبتمبر
- 17 سبتمبر – هومبيرتو سوزا ميدييروس (مواليد 1915) كهنوت من الولايات المتحدة الأمريكية.